# Bois-Héroult
Bois-Héroult är en kommun i departementet Seine-Maritime i regionen Normandie i norra Frankrike. Kommunen ligger i kantonen Buchy som tillhör arrondissementet Rouen. År 2022 hade Bois-Héroult 168 invånare.

## Befolkningsutveckling
Antalet invånare i kommunen Bois-Héroult
| Referens: INSEE |